# Dušan Simović
Dušan Simović (Kragujevac, 28. listopada 1882. — Beograd, 26. kolovoza 1962.), bio je general Vojske Kraljevine Jugoslavije, načelnik Glavnog vrhovnog stožera Jugoslavenske kraljevske vojske 1938. – 1940.; u vojnom puču od 27. ožujka 1941., u kojemu je 17-godišnji kralj Petar II. Karađorđević samoga sebe proglasio punoljetnim i razriješio time regenta Pavla Karađorđevića, Dušan Simović postaje predsjednik Vlade Kraljevine Jugoslavije; istodobno je ponovno imenovan načelnikom Glavnog vrhovnog stožera. 
Sile osovine su Simovićev puč ocijenile pro-britanskim - kako je doista i bilo; pučisti su bili u dosluhu s Britancima, a sam Winston Churchill je 22. ožujka 1941. godine bio naložio da se ima poduzeti sve, da se Jugoslaviju uvuče u rat - te su Jugoslaviju napali već 6. travnja 1941. godine i posve je okupirali za svega 11 dana. Nakon što je 1942. godine smijenjen s dužnosti predsjednika izbjegličke jugoslavenske vlade, Dušan Simović se 1945. godine vratio u Jugoslaviju, te je u Beogradu živio kao umirovljenik do smrti 1962. godine.

## Životopis
Armijski general Dušan Simović rođen je 28. listopada 1882. godine u Kragujevcu. Osnovnu školu i dva razreda gimnazije završio je u rodnome gradu. Još kao gimnazijalac dosta se zanimao za vojne stvari i vojnički poziv. Zbog svoga velikog zanimanja za vojna pitanja, napušta gimnaziju i upisuje vojnu akademiju u Beogradu. Vojnu akademiju završio je 1900. godine, kada je promaknut u topničkog potporučnika. Višu školu Vojne akademije završio je 1905., a stožernu pripremu 1912. godine. U Balkanskim ratovima 1912. – 1913. i Prvom svjetskom ratu 1914. – 1918. pokazao se kao odličan časnik i u čin stožernog bojnika promaknut je 1913., a u čin potpukovnika 1915. godine. Na Solunskom bojištu bio je zapovjednik 7. pješačke pukovnije. No, još na Solunskom bojištu, Simović se zanimao za zrakoplovstvo i protuzračnu obranu. Svakim danom se sve više zanimao za radove pionira letenja Mihaila Petrovića, čitajući njegove izvještaje u Balkanskim ratovima, kao i njegove studije o zrakoplovstvu; odlučio je da će se poslije rata nastojati posvetiti zrakoplovstvu. Godine 1918. određen je za delegata Srbijanske vlade i Vrhovnog zapovjedništva kod Narodnog vijeća Slovenaca, Hrvata i Srba u Zagrebu. U razdoblju do početka Drugoga svjetskog rata, posvećuje se isključivo zrakoplovstvu.

## Kraljevina Jugoslavija i državni udar
Vrhovni zapovjednik zrakoplovnih snaga postaje 1936. godine i na tom položaju ostaje sve do 1938. godine. Čin zrakoplovnog generala dobiva u siječnju 1938. godine, a već u svibnju iste godine postaje načelnik Glavnog vrhovnog stožera, zamijenivši na tom položaju generala Milana Nedića. U to se vrijeme zalagao da se u slučaju njemačkog napada na Jugoslaviju pruži otpor koji će trajati sve dok se i saveznici ne pridruže jugoslavenskoj vojsci, a u slučaju neuspjeha da se vojska povuče prema Grčkoj i time stvori nova Solunska bojišnica. U travnju 1940. godine mora dužnost načelnika Generalštaba predati generalu Petru Kosiću. Aktivno je pratio tijek događanja, a kada je u 25. ožujka 1941. godine potpisano pristupanje Jugoslavije Trojnom paktu, zajedno s brigadnim generalom Borivojem Mirkovićem, pukovnikom Dragutinom Savićem, zrakoplovnim pukovnikom Stjepanom Burazovićem, stožernim pukovnikom Miodragom Lazićem i drugim časnicima poduzima državni udar protiv vlade Dragiše Cvetkovića.
Dušan Simović je 1940. god. bio glavni tvorac plana obrane Jugoslavije "R-40", koji je predviđao prihvaćanje mogućeg udara Sila Osovine i postupno povlačenje prema Makedoniji, koju bi se odlučno branilo i po mogućnosti potisnulo talijanske snage stacionirane u Albaniji, te odakle bi se nastojalo ostvariti kontakt sa savezničkim snagama Kraljevine Grčke i Velike Britanije koje bi se iskrcale u Grčkoj; ako držanje Makedonije ne bi bilo dugoročno moguće, predviđalo se povlačenje u Grčku, radi stvaranja "novog Solunskog fronta" u suradnji s Britancima. 
Britanci su bili živo zainteresirani za ulazak Jugoslavije u rat na njihovoj strani: kao bolju opciju smatrali su mogućnost da jugoslavenska obrana izuzev Makedonije pokuša braniti i područje Srbije; a kao minimalnu su razmatrali prelazak Jugoslavenskog kraljevskog ratnog zrakoplovstva i dijela jugoslavenskih postrojbi s juga Srbije i Makedonije u Grčku radi potpore britanskim snagama koje su se onamo spremale iskrcati radi obrane Grčke koja se od listopada 1940. god. nalazila u ratu s Italijom. Najkasnije od jeseni 1940. godine je s tom svrhom britanska tajna služba potplaćivala neke jugoslavenske generale i političare.  
24. ožujka 1941. god. će Anthony Eden, tadašnji šef odbora britanske vlade "Political Warfare Executive" ("Služba za političko ratovanje") pisati britanskom veleposlaniku u Beogradu Ronaldu I. Campbellu:  »Vi ste ovlašteni sada da nastavite ... svim sredstvima kojim raspolažete da pokrenete vođe i javno mišljenje da shvati stvarnost i da djeluje u skladu sa situacijom. Imate moje puno ovlaštenje za sve mjere koje smatrate ispravnima da pomognete promjenu vlade ili režima čak i državnim udarom.« Eden je Campbella ovlastio da u ime Velike Britanije obeća potencijalnim novim jugoslavenskim vođama da će Velika Britanija pružiti jugoslavenskoj vojsci jednaki pristup oružju i drugim ratnim potrepštinama kakav daje svojim vlastitim postrojbama, te da će po završetku rata podržati jugoslavenski zahtjev za priključenjem Istre.
Kad je završen vojni udar i srušeno namjesništvo kneza Pavla Karađorđevića - inače su Pavle Karađorđević i cijela svrgnuta vlada bili pro-britanski nastrojeni, ali su gledali kako da pokušaju spasiti Jugoslaviju od ratovanja - Simović je izabran za novog predsjednika Vlade, a pokraj toga pripala mu je i dužnost načelnika Vrhovnog stožera po drugi put. No, Simović nije imao mnogo vremena pripremiti vojsku za nadolazeći rat. Na dan vjenčanja njegove kćeri, Njemačka napada Jugoslaviju 6. travnja 1941. godine. Simović, kao predsjednik Vlade i načelnik Vrhovnog stožera, imao je u Travanjskom ratu mnogo problema. Prvo dolazi do sloma na bojištu - bilo je vojnom vodstvu jasno da se plan o spajanju s Grcima i Britancima ne može ostvariti nakon što su snažne njemačke oklopne snage već prvog dana rata presjekle komunikaciju kroz dolinu Vardara u Makedoniji - a zatim do raspada Vlade, jer su hrvatski članovi Vladko Maček, Ivan Andres, Bariša Smoljan i Josip Torbar (član HSS-a (ministar financija Juraj Šutej će ostati članom vlade i slijediti Simovića u emigraciju) podnijeli ostavke podnijela ostavke. Simović se s preostalim dijelom svoje vlade sastaje u Crnoj Gori, u Nikšiću, gdje je 13. travnja 1941. godine održana posljednja sjednica Vlade pred odlazak iz zemlje.
Simović je podnio Kralju Petru ostavku na mjesto zapovjednika Vrhovnog stožera i predložio za to mjesto armijskog generala Danila Kalafatovića, tadašnjeg zapovjednika pozadine, koji će potpisati kapitulaciju. Simović odlazi iz zemlje 15. travnja zajedno sa svojom ženom i bratom. Poslije dočeka u zrakoplovnoj luci "Agrenion" u Ateni, engleskim zrakoplovom odlazi u London. U inozemstvu ostaje na mjestu predsjednika Vlade sve do čuvene Kairske afere, kada je smijenjen 11. siječnja 1942. godine. U inozemstvu se opredijelio za NOP, vraća se u Beograd 1945. godine i sudjeluje kao svjedok na suđenju Draži Miahiloviću 1946. godine. 
Kao vojni pisac objavio je veliki broj knjiga i radova. 
U Beogradu je ostao do svoje smrti. Bio je oženjen, imao je sina i kćer.

## Odličja
Nositelj je više odličja, za zasluge u ratovima Srbije dobio je dva puta Karađorđevu zvijezdu s mačevima četvrtog stupnja,

## Citati
Na prvom sastanku s članovima Narodnog vijeća, 12. studenoga 1918., nakon što je Ivan Lorković, prvak hrvatskoga krila Hrvatsko-srpske koalicije, objasnio kako je na teritoriju odcijepljenom od Austro-Ugarske stvorena Država SHS, priznata i od srpske vlade, Simović je na to odgovorio: 
Na temelju toga je postavljen ultimatum Hrvatima koji bi se trebali pripojiti Srbiji, a ako se to ne dogodi u svojoj izjavi je najavio sankcije prema Hrvatima i ostalim narodima Prve Jugoslavije (Naputak, Adresa, Vidovdanski ustav, Obznana, Šestosiječanjska diktatura, agrarna reforma (tzv. Solunaši), nejednaka gospodarska politika, zajednička valuta, oktroirani ustav, atentat na hrvatske zastupnike u Narodnoj skupštini i strogi centralizam).

## Vanjske poveznice
- Zapisnik o saslušanju Dušana Simovića 11. svibnja 1946., kod Javnog tužilaštva Srbije (by Željko Karaula)